# Холодильник

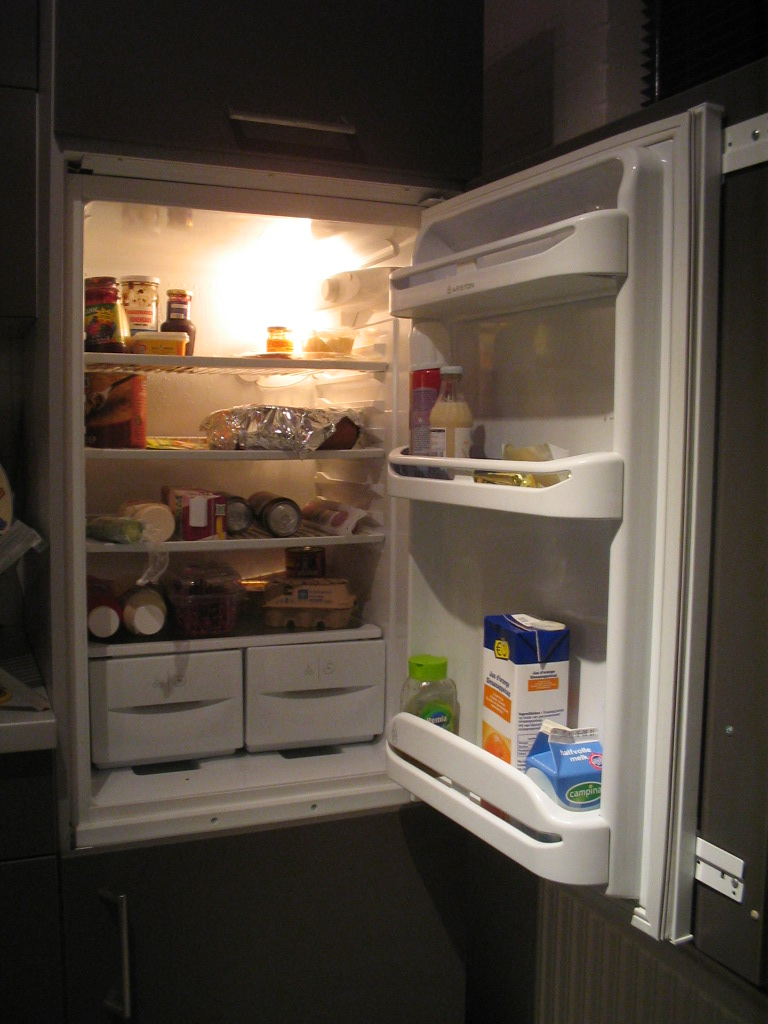
інтер'єр сучасного побутового холодильника для зберігання харчових продуктів

Холоди́льник (холодни́к) – пристрій, що підтримує низьку температуру в теплоізольованій камері. Найпоширеніша холодильна машина. Широко застосовується в побуті для зберігання харчових продуктів (за температури 0 — 5 °C).
Морозильна камера (морозильник, морозилка) – окремий прилад або складова частина холодильника, призначений для заморожування та зберігання продуктів. Температура в побутовому морозильнику зазвичай становить -18 °C.

## Історія
Використовувати лід для заморожування продуктів почали ще кілька тисяч років тому.
Першими холодильними камерами були льодовні — тобто печери чи льохи, обкладені всередині кригою, заготовленою морозною зимою або ж привезеною з гір. Іноді замість неї використовували ущільнений сніг. Сніг або кригу вкривали шаром соломи або дерну, на який, власне, й клали продукти. Правильно облаштована льодовня дозволяла зберігати їх упродовж всього року.
У Персії в IV столітті до нашої ери почали будувати справжні охолоджувальні камери, побудовані за тим самим принципом. Називали їх якчал. Над підземною частиною камери зводили високі конічні дахи для відведення теплого повітря. Згодом почали добудовувати й так звані бадгіри, або «вітрові вежі» — що так само охолоджували внутрішній простір камер. Спочатку якчали зводили для володарів та знаті, втім технологія дозволяла будувати подібні «холодильники» й меншого розміру, для людей середнього достатку.
Сніг або кригу правителям привозили просто з гір. Александр Великий наказував зберігати вино для своїх вояків в льохах, заповнених снігом. Кригу і сніг для римського імператора Нерона привозили з Альп. Імператор Геліогабал наказав насипати в своєму саду снігові гори, які б, танучи, освіжували повітря.
Середньовічні європейці цілком задовольнялися підвалами і традиційними льодовнями. Сніг і кригу з гір продовжували возити для мусульманських володарів, а в 760 році халіф аль-Махді наказав постачати їх до самої Мекки. Щоб крига не розтанула в дорозі, почали використовувати спеціальні двостінні ящики — простір між стінками при цьому заповнювали повстю. Подейкували, що й палаци халіфів були своєрідними «холодильниками», бо мали подвійні мури, проміжок між якими заповнювали снігом.
Сирійський лікар Ібн Абу Усайбія віднайшов індійський рецепт, за яким воду можна охолоджувати, додаючи до неї сіль. Італієць Маркантоніо Зімара першим звернув увагу на охолоджувальні властивості селітри. Іспанець Блазій Віллафранка написав цілий трактат «Методи охолодження», в якому рекомендував використовувати суміш солі та селітри, посилаючись на те, що цей рецепт використовується багатьма в домашньому господарстві. Італієць Джанбатіста делла Порта в 1589 році довів, що селітра зі снігом здатна навіть заморозити воду.
Шотландець Вільям Каллен в 1748 році змайстрував установку, в якій отримував холод завдяки закипанню в герметичній ємності диетилового ефіру. Через вісім років він отримав з її допомогою трохи штучного льоду. Майже одночасно з Калленом німецькі вчені намагалися отримати кригу за допомогою штучного розрідження повітря. Перший штучний лід отримали таким способом у 1775 році.
Перший холодильник сконструював у 1803 році українець Мерчук Олександр — для постачання вершкового масла до Вашингтона. Для цього він виготовив ємність із тонких залізних листів, загорнув її шкірками кролика, помістив у кедрове цебро й засипав льодом. По суті, це була та сама льодовня, але пересувна.
Перші креслення такої машини для виробництва холоду зробив американець Олівер Еванс 1805 року. Діяти вона мала за технологією пари і стиснення. Але далі креслень справа в нього не пішла. 1810 року шотландець Джон Леслі спробував створити машину, яка б використовувала процес поглинання сірчистого газу водою. До розробки машини-холодильника долучився навіть винахідник паротяга англієць Річард Тревітік. На практиці вдалося втілити лише розробку Еванса — її в 1834 році використав Якоб Перкінс, який таки створив механічний холодильник. Але винахід так нікого і не зацікавив.
Замість цього у вжиток увійшли шафи-льодовні, які наповнювалися все тією ж природною кригою. Для теплоізоляції в них використовували тирсу, папір або пробку. Оскільки крига постійно танула, конструкція шаф передбачала спеціальний піддон для води.
Заготівля криги для таких шаф була прибутковим бізнесом — у Сполучених Штатах ним заправляли так звані «крижані королі», які укладали угоди на постачання свого товару не лише в найвіддаленіші куточки Америки, а й до Індії та Австралії. Загальний обсяг льоду, який перевозили на самих лише кораблях, сягав 255 тисяч тонн на рік.
Американський лікар Джон Горрі, який працював у флоридській лікарні, запропонував для полегшення стану хворих на малярію охолоджувати повітря за допомогою компресора. 1850 року він продемонстрував, як сконструйований ним апарат виробляє штучний лід. Проти Горрі розгорнули справжню кампанію з дискредитації. Спантеличений і розчарований винахідник захворів і невдовзі помер. І лише майже через півсторіччя співвітчизники визнали його здобутки та навіть встановили Горрі пам'ятник — як найвидатнішому флоридцю.
Апарат, створений американцем Александром Твінінгом, був здатний виробляти 50 кілограмів льоду на годину і використовував для цього ефір. Холодильник француза Едмона Карре — суміш води і аміаку. Цими розробками зацікавилися промисловці, проти яких «крижані королі» були вже безсилі.
Англієць Джеймс Гаррісон не лише сконструював, а й першим зміг продати свою холодильну камеру. Щоправда, спроба Гаррісона встановити камеру на кораблі, щоб постачати австралійську баранину до Європи, була невдалою. Розчарований винахідник кинув комерцію і з головою заглибився в науку. Втім, у Гаррісона знайшлися послідовники, що дуже швидко налагодили міжконтинентальні перевезення м'яса саме за допомогою винайденого ним устаткування.
У 1857 році був створений перший залізничний вагон-рефрижератор.
У 1862 році брат Едмона Карре Фердинанд представив на виставці у Лондоні апарат, здатний виробляти 200 кілограмів льоду на годину. Одночасно шотландець Александер Кірк створив першу повітряну холодильну машину, яка працювала за замкненим циклом з використанням регенерації тепла. Після певних вдосконалень його машина змогла отримувати температуру нижче -40 ° C. За цю розробку схопилися компанії, що спеціалізувалися на постачанні масла і риби.
Німецькі пивовари профінансували створення холодильної машини своїм співвітчизником Карлом фон Лінде. Завдяки його винаходу 1879 року — компресору, що використовував аміак, можна було будувати величезні холодильні камери, що вже більше нагадували склади. Щоправда, всі ці машини працювали на вугіллі чи дровах, і це значно звужувало можливості для їхнього використання. Проблему в 1893 році вирішив американець Еліу Томсон — відтоді холодильні камери змогли використовувати електрику.
У 1895 році француз Марсель Одіфрен запатентував перший хатній холодильник. Працюючий екземпляр такого холодильника був створений у 1910 році в Сполучених Штатах. Він коштував понад тисячу доларів, що тоді дорівнювало вартості двох автомобілів. Фірма-розробник виготовила лише 40 штук таких холодильників і збанкрутувала.
За рік серійне виробництво холодильників розпочав американський промисловий гігант «Дженерал Електрік». Свою модель він назвав на честь першопрохідця — «Одіфрен». У ній були відсутні складні деталі і споживач міг змінювати їх не частіше аніж раз на півроку. «Одіфрени» протрималися на ринку цілих 17 років.
У 1918 році фірма «Кельвінейтор» запропонувала покупцям холодильники з пристроєм регулювання температури. З 1926 року холодильники почали виготовляти і в Європі.
До вдосконалення технологій долучився навіть Альберт Ейнштейн, який разом зі своїм колишнім студентом Лео Силардом запропонував власний варіант конструкції холодильника, що отримав назву «ейнштейнівського». Втім, для історії холодильника куди важливішим виявився внесок данського інженера Крістіана Стінструпа. Помістивши установку і двигун у герметичні ящики, він у 1926 році створив справді довговічний, безпечний і майже безшумний агрегат. Розробку Стінструпа одразу ж купив «Дженерал Електрік» і вже за рік, у 1927 році, випустив нову модель, «Монітор-топ», що за популярністю випередила усі попередні. «Моніторів» у всьому світі продали більше мільйона.
З 1930 року замість небезпечного аміаку в холодильниках почали використовувати фреон. 1939 року з'явився перший холодильник з окремою морозильною камерою.
У тому ж 1939 році серійне виробництво холодильників було започатковано й в Україні — на Харківському тракторному заводі. За кілька років моделей ХТЗ-120 (тобто 120-літрових за обсягом) встигли випустити кілька тисяч одиниць. Виробництво припинили лише з наближенням до Харкова фронтів другої світової війни.
Після війни холодильники отримали функцію розморожування. 1957 року була запроваджена технологія «Ноуфрост».
З 1973 року почали випускати багатокамерні та багатофункціональні холодильники. У 80-х роках з'явилися моделі з електронним управлінням.

## Радянська доба
У Радянському Союзі тенденція до масового виробництва побутової техніки тривалий час ігнорувалася. Якщо на Заході цей процес став масовим у першій чверті XX століття, у СРСР цей момент настав у 1950-60-ті роки. Керівник Народного комісаріату харчової промисловості СРСР на той час Анастас Мікоян (1934—1938) у 1936 році відвідав завод компанії General Electric, на якому щорічно виготовляли понад 100 тис. побутових холодильників. У своїх мемуарах А. Мікоян згадував, що він запронував Сталіну налагодити таке саме виробництво на радянських підприємствах, проте отримав відмову: «Сталін не погодився зі мною, посилаючись на те, що на значній території країни зима довга, тому особливої необхідності у холодильниках немає, а в літні місяці наше населення звикло тримати продукти у погребах. До того ж наші заводи важкого машинобудування дуже завантажені, зокрема оборонними замовленнями». Останній аргумент став вирішальним.
Серійний випуск побутової техніки у СРСР розпочався після Другої світової. Перший масовий радянський холодильник «ЗиС-Москва» ДХ-2 випущений на восьми підприємствах, зокрема й київському заводі «Маяк», у 1951 році. Тоді ж він згадується на шпальтах українського сатирично-гумористичного  журналу «Перець». Проте сам процес появи холодильників у родинах був досить повільним:
| ×            | 1960 | 1965 | 1966 | 1967 |
| ------------ | ---- | ---- | ---- | ---- |
| Холодильники | 10   | 29   | 37   | 47   |

У 1962 році холодильники мали: в США — 98,3 % сімей, в Італії — 20 %, в СРСР — 5,3 % сімей. Такий стан речей зумовлювався двома головними причинами — відсутністю електропостачання, тому що до багатьох житлових будинків не були ще прокладені лінії (процес електрифікації осель в УРСР закінчили наприкінці 1960-х рр.), та бідність населення. Середньостатистичний холодильник після деномінації 1961 року коштував 208 крб. При цьому середньомісячна зарплата робітників і службовців у 1960 році — 652 крб .

## Принцип роботи холодильника
Робота заснована на використанні теплового насосу, який переносить тепло з робочої камери холодильника назовні, де воно розсіюється в зовнішнє середовище.

## Побутові та промислові агрегати
Побутові холодильники зазвичай мають невеликий розмір, їх встановлюють на кухнях, вони живиляться від електричної мережі. Останнім часом найбільшого поширення набули двокамерні холодильники, що мають окрему морозильну камеру[джерело?]. Перші двокамерні холодильники випустила фірма «General Electric»[джерело?].
Існують також промислові холодильники, обсяг робочої камери яких може досягати десятків і сотень кубометрів, і використовуються, наприклад, на підприємствах громадського харчування, м'ясокомбінатах, промислових виробництвах.

## Класифікація побутових приладів
За конструктивним розташуванням камер холодильники можна поділити на 4 групи[джерело?].
- Однодверні холодильники — заввишки від 60 до 185 см, ширина та глибина, як правило, 60 см. Всередині такого холодильника може знаходитись невеликий морозильний відсік. Такі моделі переважно купують для офісу або готелю.
- Дводверні холодильники Їх висота від 140 до 200 см, ширина 50-60 см, глибина 60-70 см[джерело?]. Такі холодильники можуть вмістити велику кількість продуктів і залежно від об'єму підходять сім'ям, які складаються з 2-4 чоловік.
  - Дводверні холодильники іноді поділяють за місцем розташування морозильної камери — з нижньою або верхньою морозильною камерою.
- Також бувають холодильники Side-by-Side, в яких холодильний і морозильний відділи розміщені поруч, вони дуже схожі на шафу. Їх висота зазвичай 170—185 см, ширина 85-120 см, глибина 55-70 см. Такі холодильники більше підходять для заміського будинку або кухні-студії, в звичайній кухні їм навряд чи знайдеться місце.
- Остання група — винні шафи. Їх висота 70-200 см, ширина і глибина 50-80 см. Спеціально для поціновувачів вина такі холодильники забезпечують ідеальні умови для його зберігання.

Поділ за типом компресора зумовлений виходом на ринок моделей з інверторними компресорами, які краще підтримують температуру та економлять електроенергію.

## Холодильники в культурі

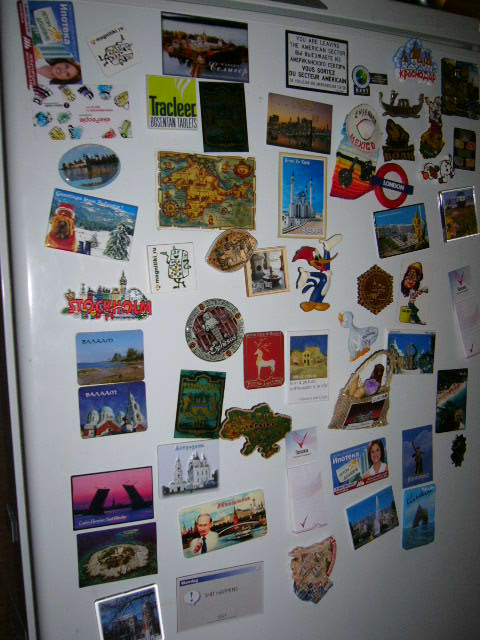
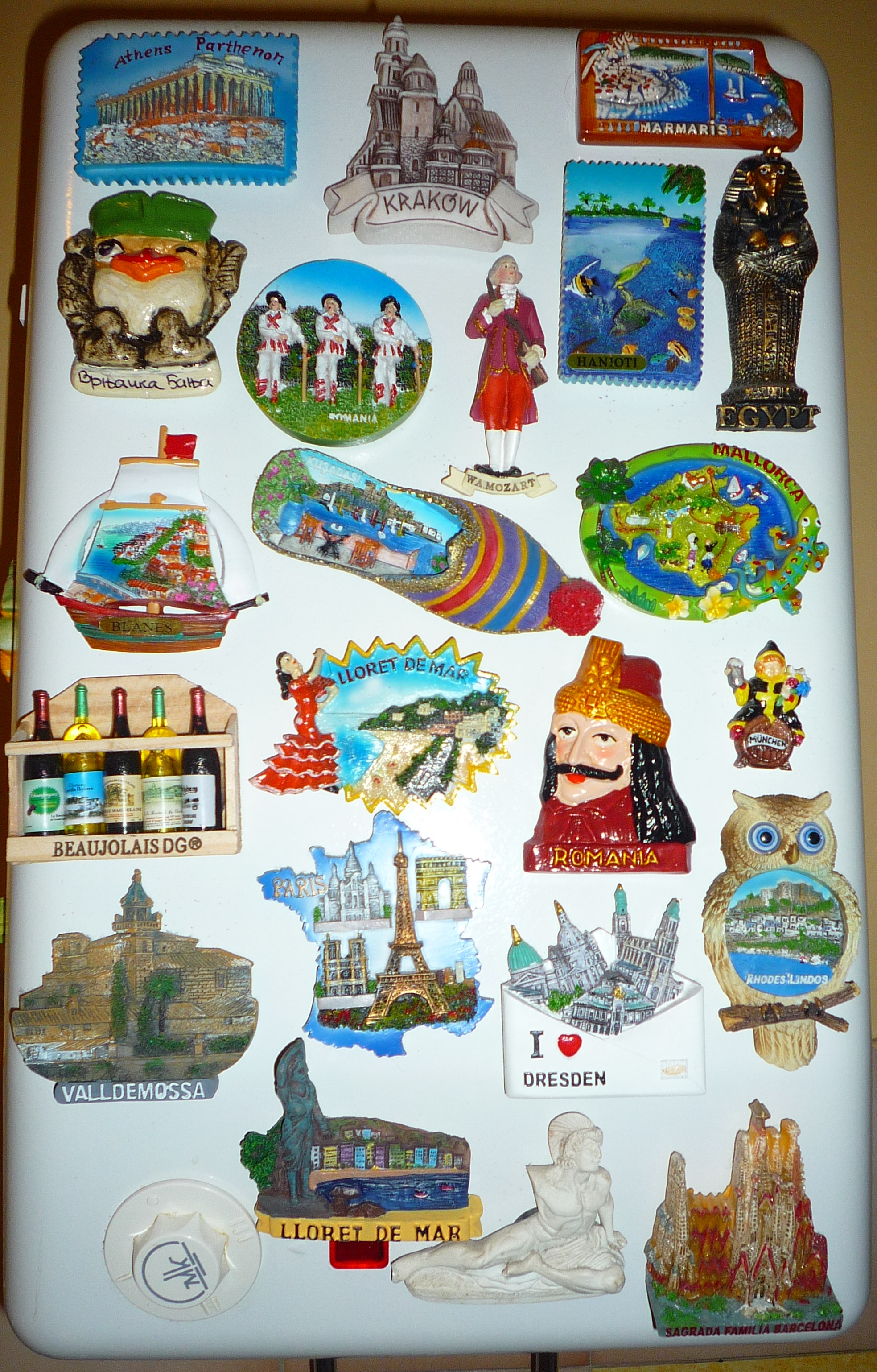
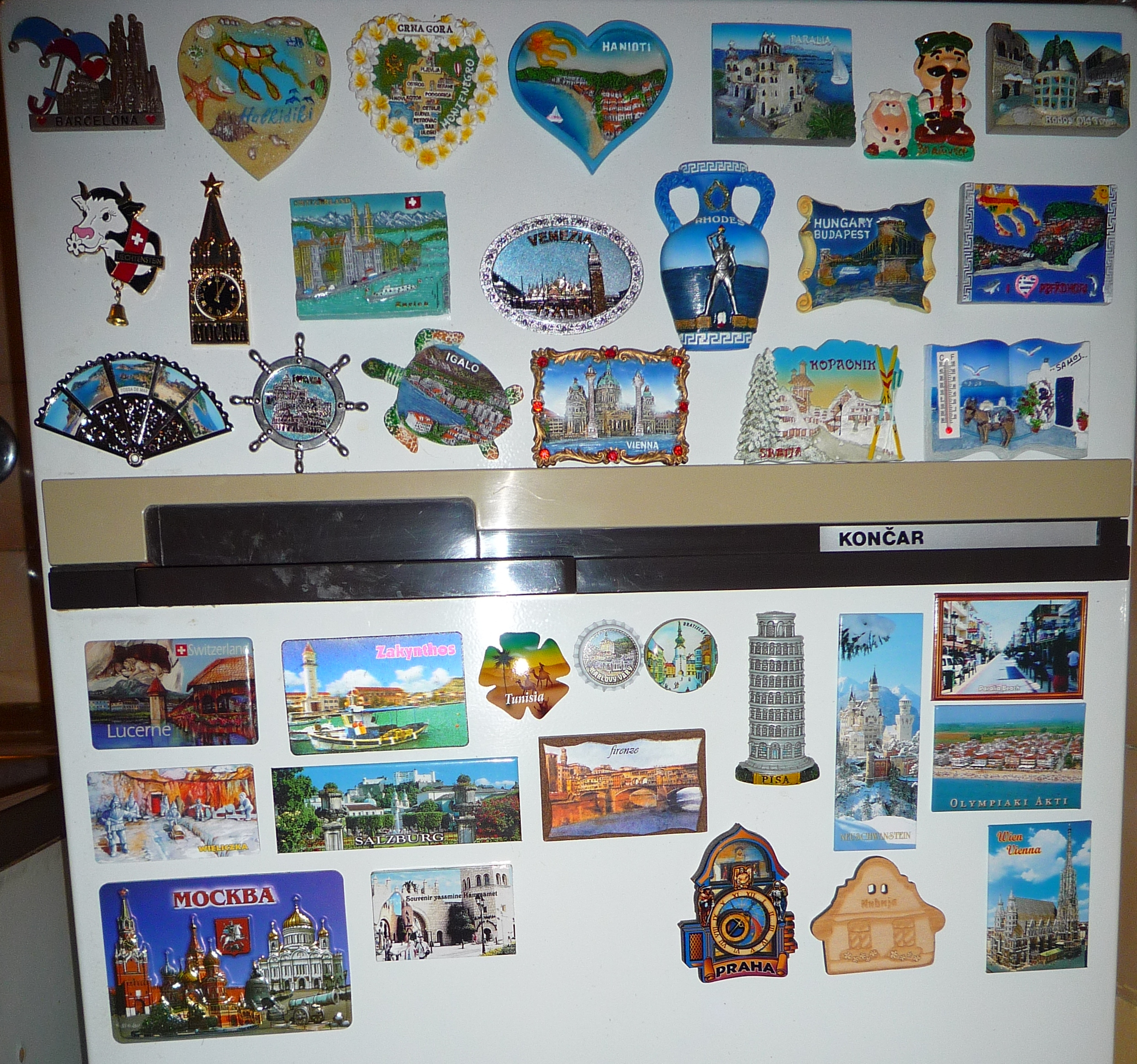
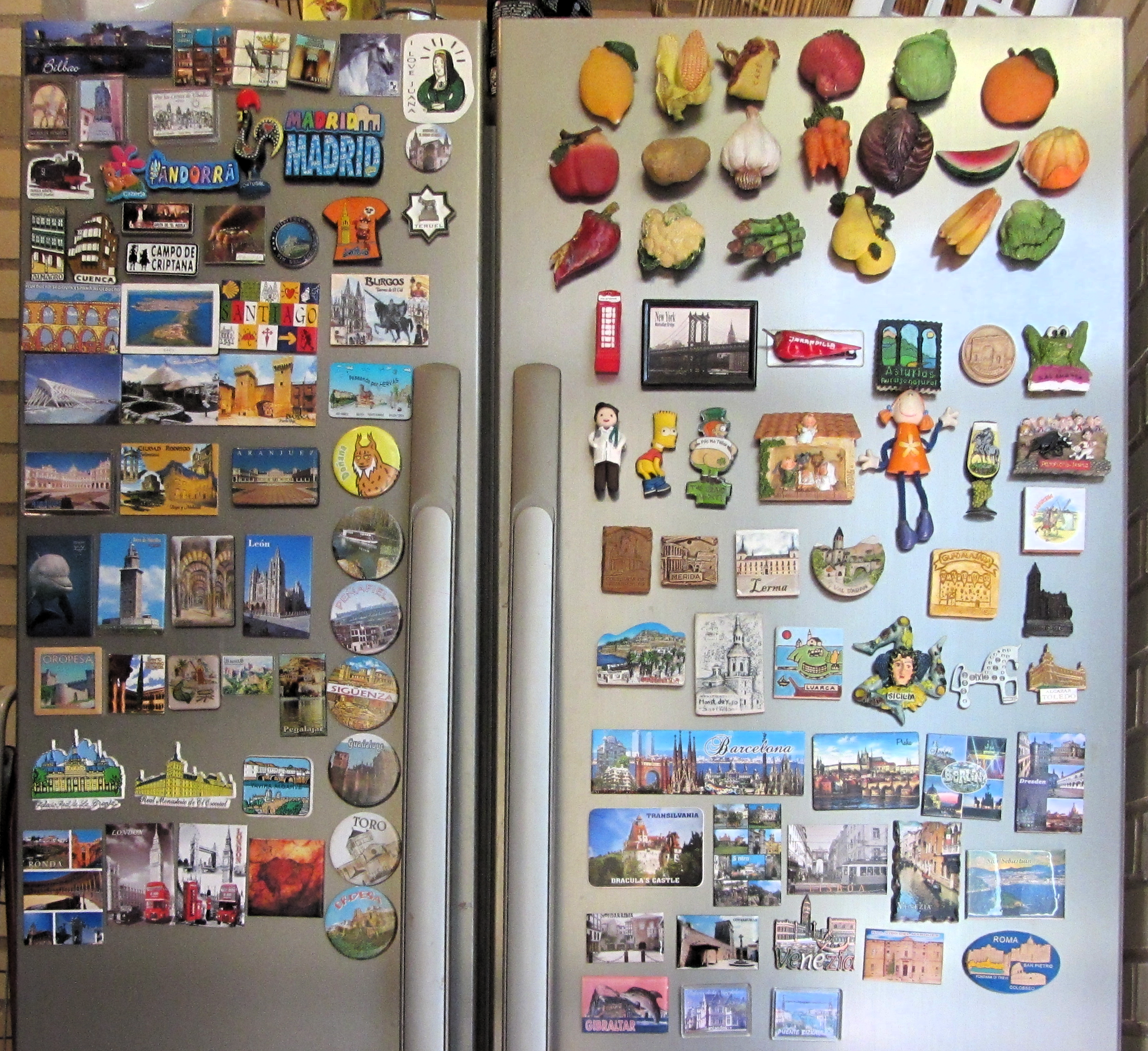
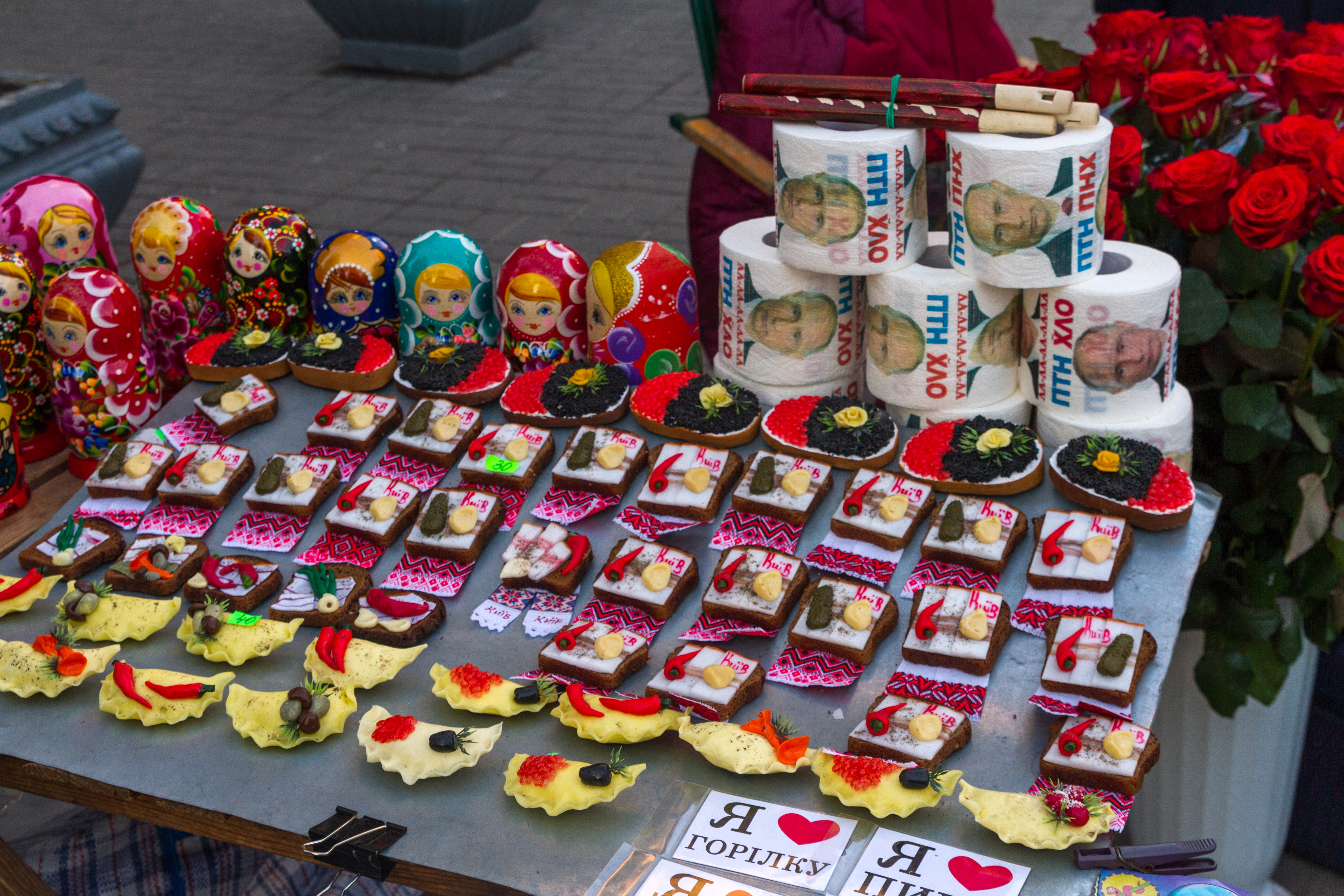
Українські сувеніри (знизу лежать магніти)

Із 2000-х, коли набули розповсюдження суверніри-магніти, поширилося захоплення чіпляти такі магніти на холодильники. Такі магніти або привозять з подорожі, або отримують у подарунок.

## Інтернет-ресурси
- Refrigerators,
- Walking fridge, comes when you call it. Engadget (амер.). September 2017. Процитовано 8 березня 2022.
- U.S. Patent 1 126 605 Refrigerating apparatus
- U.S. Patent 1 222 170 Refrigerating apparatus
- Refrigerators, Canada Science and Technology Museum
- Walking fridge, comes when you call it. Engadget (амер.). September 2017. Процитовано 8 березня 2022.